# Исламская восьмёрка
Исламская девятка (англ. D-9 Organization for Economic Cooperation) — международная организация по развитию сотрудничества между Бангладеш, Египтом, Нигерией, Индонезией, Ираном, Малайзией, Пакистаном, Турцией и Азербайджаном (с 19 декабря 2024 года)

## История
Решение о создании организации было принято в ноябре 1996 года на стамбульской конференции «Сотрудничество в развитии». Идея объединения исламских стран была основной программой турецкой Партии благоденствия, которую возглавлял премьер-министр Турции Неджметтин Эрбакан. Организация была учреждена на первом саммите «исламской восьмёрки» 15 июня 1997 года в Стамбуле. В состав организации вошли восемь стран: Турция, Иран, Пакистан, Бангладеш, Малайзия, Индонезия, Египет и Нигерия. Премьер-министр Турции Эрбакан заявил, что «Исламская восьмерка создана не с целью противостояния „семерке“ индустриально развитых держав, а для налаживания с ней сотрудничества и установления на планете мира и спокойствия».
Одним из самых значимых достижений «восьмёрки» является подписание на пятом саммите 2006 года в Бали договора об экономических преференциях, который подписали все участники, кроме Бангладеш. Данное соглашение предусматривало постепенное уменьшение таможенных барьеров.
Во время девятого саммита в Стамбуле в 2017 году премьер-министр Турции Реджеп Тайип Эрдоган предложил участникам организации перейти на расчёты в национальных валютах и расширить количество стран-участниц организации до двадцати. Тогда же страны «восьмёрки» заключили с меморандум о взаимопонимании с Исламским банком развития.
27 июля 2022 года Азербайджан подал заявку на участие в организации.
Азербайджан вступил в эту организацию 19 декабря 2024 года.

## Структура
В рамках организации при Комиссии созданы 10 рабочих групп: сельское развитие (Бангладеш), торговля (Египет), человеческие ресурсы (Индонезия), телекоммуникации и информация (Иран), наука и технологии (Иран), финансы и банковское дело (Малайзия), энергетика (Нигерия), сельское хозяйство (Пакистан), промышленность (Турция) и здравоохранение (Турция).

## Саммиты
| №  | Дата         | Принимающая страна | Лидер                  | Место проведения |
| -- | ------------ | ------------------ | ---------------------- | ---------------- |
| 1  | Июнь 1997    | Турция             | Неджметтин Эрбакан     | Стамбул          |
| 2  | Март 1999    | Бангладеш          | Шейх Хасина            | Дакка            |
| 3  | Февраль 2001 | Египет             | Хосни Мубарак          | Каир             |
| 4  | Февраль 2004 | Иран               | Мохаммад Хатами        | Тегеран          |
| 5  | Май 2006     | Индонезия          | Сусило Бамбанг Юдойоно | Бали             |
| 6  | Июль 2008    | Малайзия           | Абдулла Ахмад Бадави   | Куала-Лумпур     |
| 7  | Июль 2010    | Нигерия            | Гудлак Джонатан        | Абуджа           |
| 8  | Ноябрь 2012  | Пакистан           | Асиф Али Зардари       | Исламабад        |
| 9  | Октябрь 2017 | Турция             | Реджеп Тайип Эрдоган   | Стамбул          |
| 10 | Декабрь 2024 | Египет             | Абдул-Фаттах Ас-Сиси   | Каир             |

## Генеральные секретари
- Айхан Камель[тур.] (1997—2006)[11]
- Дипо Алам[индон.] (2007—2010)
- Види Агоес Пратикто[индон.] (2010—2012)
- Сейид Али Мухаммед Мусави (2013—2017)
- Ку Жафар Ку Шаари (2018—2021)
- Изиака Абдулкадир Имам (2021–н. в.)